# Genesis (Fernsehserie)
Genesis war eine philippinische Science-Fiction-Fernsehserie, die vom 14. Oktober 2013 bis zum 27. Dezember 2013 auf GMA Network ausgestrahlt wurde.

## Handlung
Im Jahr 2007 kam es zu einer Reihe von katastrophalen Ereignissen während des Panagbengga-Festivals. Auf dem Gelände schlug ein Asteroid ein, in der Folge kam es zu Erdbeben und Erdrutschen. Isaak ist direkt beim Vizepräsidenten und versucht, ihn und dessen Tochter Sandra vor den drohenden Gefahren zu retten. Es gelingt ihm auch, Sandra zum Helikopter des Präsidenten zu bringen. Doch Präsidentin Ramona hat andere Pläne. Er hebt mit Sandra ab, ohne auf den Vizepräsidenten zu warten.
Isaak versucht, den Vizepräsidenten zu retten, als dieser in eine Grube zu fallen droht, die durch das Erdbeben verursacht wurde. Es gelingt ihm jedoch nicht. Isaak ist beschämt versagt zu haben. Zu Hause findet er heraus, dass seine Eltern ebenfalls gestorben sind. Am Boden zerstört betrauert er den Verlust seiner Lieben. Seiner Freundin Raquel gelingt es jedoch, Isaak zu überzeugen, seinen Job aufzugeben und mit ihr ein neues Leben zu beginnen.
Tatsächlich handelte es sich bei der ganzen Aktion um einen von langer Hand geplanten Anschlag auf das Leben des Vizepräsidenten. Präsidentin Ramona gibt Isaak die Schuld am Tod des Vizepräsidenten und lässt ihn zu lebenslanger Haft verurteilen. Kurze Zeit später wird sein Tod verkündet. Sandra glaubt jedoch nicht daran, da sie wusste, wie loyal Isaak zu ihrem Vater war.
Raquel wird nun dazu gedrängt, Paolo zu heiraten, der ihr und ihrem ungeborenen Baby ein besseres Leben verspricht. Isaak sitzt währenddessen im Gefängnis und wird von Tag zu Tag zynischer.
Fünf Jahre später wird Sandra zur Präsidentin des Landes gewählt. Als sie zu einem Notfall gerufen wird, erkennt sie, dass die Ereignisse vor fünf Jahren nur die Vorboten neuen Unheils sind. Das Ende der Welt steht kurz bevor. Ein gigantischer Asteroid soll auf der Erde einschlagen und alles Leben vernichten. Allerdings hat die Weltregierung schon einen Plan: die sogenannte „Operation Genesis“. Ähnlich wie bei der Arche Noah sollen ausgewählte Menschen aller Länder gerettet werden. Es geht um nichts anderes als das Überleben der menschlichen Rasse; daher müssen alle Personen in perfekter gesundheitlicher Verfassung sein.
Diese ausgewählten Personen sollen zum „Genesis Dome“ gebracht werden. Eine Art Kuppelstadt, die 20 Jahre lang vom Rest der Welt abgeschnitten sein wird. Im Verlauf der Handlung wird der „Genesis Dome“ allerdings von den Machern der Serie zu einem Raumschiff deklariert, das die Erde verlassen soll, bevor der Asteroid einschlägt.
Sandra findet heraus, dass Isaak noch am Leben ist und begnadigt ihn. Ihr Plan ist es, ihn auf eine Mission zu schicken, weil er der einzige Mensch ist, dem sie noch trauen kann. Er soll Menschen finden, die geeignet sind, am „Genesis Dome“ teilzunehmen. Als Gegenleistung soll er die Möglichkeit bekommen, Raquel wieder zu sehen.
Während der Suche trifft er Raquel wieder. Diese hat mittlerweile eine Tochter namens Osie und ist mit Paolo verheiratet. Es handelt sich um Isaaks leibliche Tochter, die ihrem Vater Hoffnung gibt. Isaak macht sich nun auf den Weg, die Menschen für die Mission zu finden. Während seiner Reise wird ihm immer klarer, dass nur Liebe die Menschheit retten kann.

## Hintergrund
Die erste Episode der Serie hatte seine Premiere am 14. Oktober 2013 auf GMA Network. Das fiktive Drama soll den Menschen Hoffnung geben und wurde wesentlich von der erdbeben- und krisengeschüttelten Region beeinflusst. Tatsächlich kam es einen Tag nach der Premiere zu einem schweren Erdbeben in Bohol, das eine Stärke von 7,3 auf der Richterskala hatte und bei dem mehr als 110 Personen starben. Für die Serie wurden einige Stars der philippinischen Film- und Fernsehwelt gecastet. Nicht nur Dingdong Dantes, der die Hauptrolle übernahm, ist zu sehen. Die weibliche Hauptrollen übernahmen Rhian Ramos und Lorna Tolentino, die beide schon früher mit Dantes zusammengearbeitet haben. Die männlichen Hauptrollen übernahmen TJ Trinidad und Prince Villanueva, die beide schon früher mit Ramos zusammengearbeitet hatten. Regie führten Joyce Bernal und Mark Reyes.

## Besetzung
| Schauspieler             | Rolle                              |
| Ronnie Henares           | Emilio „Emil“ Trinidad             |
| Jackie Lou Blanco        | Ramona Victoria Escalabre          |
| Irma Adlawan             | Felicity „Fely“ Hernandez          |
| Betong Sumaya            | Lito „Tolits“ Dimagiba             |
| Isabelle Daza            | Helen                              |
| Luanne Dy                | Julianna „Jill“ Galvez             |
| Carlo Gonzales           | Romualdo „Waldo“ Calderon          |
| Sasha Baldoza            | Rosary „Osie“ Macalintal           |
| Marc Justine Alvarez     | Michael James „MJ“ Trinidad        |
| Annette Samin            | Cassandra „Summer“ Trinidad        |
| Barbara Miguel           | Margarita „Margot“ Caruhatan       |
| Sharmaine Buencamino     | Soledad Abanes                     |
| Snooky Serna             | Elena Reyes                        |
| Kalila Aguilos           | Elise                              |
| Sharmaine Arnaiz         | Donna Dimaano                      |
| Barbie Forteza           | Faith                              |
| Derrick Monasterio       | Andy Dimaano                       |
| Jodense Valenciano       | Ronaldo Aguirre                    |
| Mark Anthony Fernandez   | Joel                               |
| Vince Vargas             | Jake                               |
| Lloyd Samartino          | Präsident eines Kollegen           |
| Rolly Inocencio          | Jeffrey                            |
| Juan Rodrigo             | Dr. Lazon                          |
| Jana Trias               | Aling Serya                        |
| Daria Ramirez            | Faith's Großmutter                 |
| Rona Cheno               | Linda                              |
| Ervic Vijandre           | Rodel                              |
| Miggy Jimenez            | Bradley Galvez                     |
| Gardo Versoza            | Andoy                              |
| Eunice Lagusad           | Deb                                |
| Bembol Roco              | Mateo Manastalas                   |
| Miggy Moreno             | Rey Quinto                         |
| Lito Legaspi             | Manuel Macalintal                  |
| Mike Lloren              | Alfredo „Fred“ Perez               |
| Laurice Guillen          | Rosario Macalintal                 |
| Rey Talosig              | Jacob Sebastian                    |
| Robert Arevalo           | Vizepräsidenten Edgardo Sebastian  |
| Neil Ryan Sese           | Romeo „Oldie“ Sebastian-Sandoval   |
| Wynwyn Marquez           | Miranda Escalabre                  |
| Glaiza de Castro         | Ruffa Samuel / Coronela            |
| Roderick Paulate         | Bernardino „Bernard“ Regalado      |
| Amy Perez                | Consuelo „Concha“ Manastalas       |
| Maricel Soriano          | Elizabel „Lisa“ Sebastian-Sandoval |
| Mike Tan                 | Rodrigo „Rod“ Sandoval             |
| Yasmien Kurdi            | Alyssa „Rhea“ Escalibre / Poblarde |
| Bela Padilla             | Aurora Hernandez                   |
| Rafael Rosell            | Julio Macalintal                   |
| Regine Velasquez-Alcasid | Monina Estuar                      |
| Rochelle Pangilinan      | Odette Escalabre                   |
| Ken Chan                 | Kenneth                            |
| Angel Aquino             | Ms. Hermalyn Dizon                 |
| Carmi Martin             | Malena de Guzman                   |
| John Arcilla             | Fredirico „Fred“ de Guzman         |
| Jaclyn Jose              | Angelica „Agnes“ Paule-Toledo      |
| Mercedes Cabral          | Bernice Paule-Toledo               |
| Joross Gamboa            | Leandro Manastalas                 |
| Raymond Bagatsing        | Oliver                             |
| Michelle Madrigal        | Harietta                           |
| Ehra Madrigal            | Bianca                             |
| Sef Cadayona             | Randy                              |
| Eula Valdez              | Brenda Natividad                   |
| Rita Avila               | Perla Balmide                      |
| Stef Prescott            | Cha Belinda                        |
| Gina Alajar              | Marta Dumaos                       |
| Lexi Fernandez           | Carla Dumaos                       |
| Yassi Pressman           | Reynalyn „Reyna“ Romualdez / Pyra  |
| Valerie Concepcion       | Annicka de Guzman                  |
| Matet de Leon            | Nacyfe                             |
| Manilyn Reynes           | Isabella                           |
| Julia Clarete            | Ronaldine                          |
| Celia Rodriguez          | Doña Gregoria                      |
| Eugene Domingo           | Camille Paule-Toledo               |
| Ellen Adarna             | Milda                              |
| Kier Legaspi             | Jomar                              |
| Rocco Nacino             | Luigi                              |
| Solenn Heussaff          | Lorraine                           |
| Ruru Madrid              | Vince Manastalas                   |
| Rodjun Cruz              | Kevin                              |
| Cesar Montano            | Aldrin                             |
| Marian Rivera            | Juvie                              |